# 派克 (紐約州普查規定居民點)
派克（英語：Pike）是位於美國紐約州懷俄明縣的普查規定居民點。

## 人口
根據2020年美國人口普查的數據，派克的面積為4.52平方千米，皆為陸地。當地共有人口298人，而人口密度為每平方千米65.93人。